# 34丁目-ヘラルド・スクエア駅
34丁目-ヘラルド・スクエア駅（34ちょうめ-ヘラルド・スクエアえき、英語: 34th Street–Herald Square）はニューヨーク市地下鉄BMTブロードウェイ線とIND6番街線の乗換駅である。マンハッタン区ミッドタウンヘラルド・スクエアの西34丁目とブロードウェイ、6番街の交差点に位置し、D系統・F系統・N系統・Q系統が終日、B系統・M系統・W系統が平日のみ、R系統が深夜を除く終日停車する。

## 駅構造
| G             | 地上階                                     | 出入口 |
| B1            | 改札階                                     | 改札口、駅員詰所、メトロカード自動券売機、パストレイン33丁目駅への連絡通路 （地下鉄：ブロードウェイ西側・43丁目南側のヘラルド・センター・ビルにエレベーターあり。PATH：6番街西側・32丁目北側にエレベーターあり。）                                                                                     |
| B2 BMT ホーム | 南行緩行線                                 | ← 深夜帯・休日：シー・ビーチ線経由スティルウェル・アベニュー駅行き（28丁目駅） ← 深夜帯：ブライトン線経由スティルウェル・アベニュー駅行き（28丁目駅） ← ベイ・リッジ-95丁目駅行き（28丁目駅） ← 平日のみ：ホワイトホール・ストリート-サウス・フェリー駅行き（28丁目駅）                                |
| B2 BMT ホーム | 島式ホーム、到着番線に応じた側の扉が開く。 | |
| B2 BMT ホーム | 南行急行線                                 | ← 平日：シー・ビーチ線経由スティルウェル・アベニュー駅行き（14丁目-ユニオン・スクエア駅） ← 深夜帯以外：ブライトン線経由スティルウェル・アベニュー駅行き（14丁目-ユニオン・スクエア駅） |
| B2 BMT ホーム | 北行急行線                                 | → 平日：アストリア-ディトマース・ブールバード駅行き（タイムズ・スクエア-42丁目駅）→ 深夜帯以外：96丁目駅行き（タイムズ・スクエア-42丁目駅）→ |
| B2 BMT ホーム | 島式ホーム、到着番線に応じた側の扉が開く。 | |
| B2 BMT ホーム | 北行緩行線                                 | → 深夜帯・休日：アストリア-ディトマース・ブールバード駅行き（タイムズ・スクエア-42丁目駅）→ 深夜帯：96丁目駅行き（タイムズ・スクエア-42丁目駅）→ フォレスト・ヒルズ-71番街駅行き（タイムズ・スクエア-42丁目駅）→ 平日のみ：アストリア-ディトマース・ブールバード駅行き（タイムズ・スクエア-42丁目駅）→ |
| B3 IND ホーム | 南行緩行線                                 | ← カルバー線経由スティルウェル・アベニュー駅行き（23丁目駅） ← 平日のみ：ミドル・ヴィレッジ-メトロポリタン・アベニュー駅行き（23丁目駅） |
| B3 IND ホーム | 島式ホーム、到着番線に応じた側の扉が開く。 | |
| B3 IND ホーム | 南行急行線                                 | ← 平日のみ：ブライトン・ビーチ駅行き（西4丁目-ワシントン・スクエア駅） ← ウェスト・エンド線経由スティルウェル・アベニュー駅行き（西4丁目-ワシントン・スクエア駅） |
| B3 IND ホーム | 北行急行線                                 | → ラッシュ時：ベッドフォード・パーク・ブールバード駅行き（42丁目-ブライアント・パーク駅）→ ラッシュ時以外の平日：145丁目駅行き（42丁目-ブライアント・パーク駅）→ ノーウッド-205丁目駅行き（42丁目-ブライアント・パーク駅）→                                                                            |
| B3 IND ホーム | 島式ホーム、到着番線に応じた側の扉が開く。 | |
| B3 IND ホーム | 北行緩行線                                 | → ジャマイカ-179丁目駅行き（42丁目-ブライアント・パーク駅）→ 平日のみ：フォレスト・ヒルズ-71番街駅行き（42丁目-ブライアント・パーク駅）→ |

当駅はホーム全体を覆う形で改札階が設けられており、6つの階段と2機のエレベーターがブロードウェイ線ホームに、2つの階段と3機のエスカレーター（北行ホームに1機、南行ホームに2機）が6番街線ホームに通じている。また、地上から改札階へのエレベーターは西34丁目とブロードウェイ、6番街の交差点南西にある。

### 出入口
改札階北端には西35丁目への改札口があり、回転式改札機ときっぷ売り場、6番街と西35丁目の交差点への階段、ブロードウェイと西35丁目の交差点付近への通路および階段がある。
駅の中央の西34丁目とブロードウェイ、6番街の交差点には改札階東西にそれぞれ改札口があり、西側の改札口には駅員が常駐しておりブロードウェイの西側へと出ることができる。反対の東側の改札口は一部時間帯のみ有人の改札口で6番街の東側へと出ることができる。また、東側の改札口からは先述の35丁目の出入口への連絡通路があり、そこには退場専用の回転式改札口が設置されている。
6番街線ホームの南端側改札階はパストレインの33丁目駅の改札階の真下にあり、改札外で33丁目駅への乗換が可能である。また、マンハッタンモールの地下階への通路や同モール正面へのエスカレーター、6番街と西32丁目の交差点への階段がある。ブロードウェイ線ホームの南端側改札階は無人改札口でブロードウェイと西32丁目の交差点への階段がある。
- 階段1つ、西35丁目とブロードウェイの交差点北西[3]。
- 階段1つ、西35丁目とブロードウェイの交差点南東[3]。
- 階段1つ、西35丁目と6番街の交差点北東[3]。
- 階段1つ、西35丁目と6番街の交差点北西[3]。
- 階段1つ、西35丁目と6番街の交差点南東[3]。
- 階段1つ、西34丁目とブロードウェイ、6番街の交差点北東[3]。
- 階段1つ、西34丁目とブロードウェイ、6番街の交差点北西[3]。
- 階段1つ、西34丁目とブロードウェイ、6番街の交差点南東[3]。
- エレベーター1機、階段2つ、西34丁目とブロードウェイ、6番街の交差点南西[3]。
- 階段1つ、バーガーキング接続[3]。
- 階段1つ、西33丁目と6番街の交差点北西[3]。
- 階段1つ、西33丁目と6番街の交差点南東[3]。
- 階段1つ、西33丁目と6番街の交差点南西[3]。
- 階段1つ、西32丁目とブロードウェイの交差点北東[3]。
- 階段1つ、西32丁目とブロードウェイの交差点北西[3]。
- 階段1つ、西32丁目と6番街の交差点北西[3]。
- 通路1本、マンハッタンモール地下階接続[3]。
- エスカレーター1機、マンハッタンモール正面[3]。

### 連絡通路
6番街線北隣駅である42丁目-ブライアント・パーク駅と駅の西にあるブロードウェイ-7番街線の34丁目-ペン・ステーション駅への地下連絡通路があったが現在は閉鎖されている。
このほか、ペンシルベニア駅からの地下通路もあったがこの通路では1970年代から1980年代にかけて犯罪が多発したため1990年代に閉鎖、このためペンシルベニア駅からは当駅のすぐ隣にあるパストレイン33丁目駅への地下通路はあるものの当駅へ行くには地上を歩く必要がある。なお、この通路はニューヨーク市の不動産会社「Vornado Realty Trust」が老朽化した既存の建物の代わりにオフィスビルを建設、それと同時に利便性を図るために地下通路を再開するという計画を2010年に出しているが実現はしていない。
先述のブライアント・パーク駅への通路は改札外にあり一見無意味にも見えるが、これはラッシュ時などに当駅・ブライアント・パーク駅に殺到する乗客をなるべく分散させて混雑緩和を狙い、例えば北行列車に乗ってブライアント・パーク駅に行きたい乗客が混雑を避けるために当駅で降りてブライアント・パーク駅まで連絡通路を歩く、またその反対の効果を期待して設置された。しかし、1980年代に入るとこの連絡通路はホームレスや違法薬物使用者の溜まり場となり連絡通路を利用する乗客も激減、遂には強姦事件まで発生し1991年3月23日に閉鎖された。

### 改装
駅は2度改装されており1度目は1970年代後半に、2度目は1990年代に行われた。1度目の改装では駅構造へ変更したほか古くなった案内看板や照明、壁面タイルなどの取り換えが行われた。2度目の改装ではADAに準拠するようにエレベーターや点字ブロックが設置されたほか、階段や壁面、床面、照明、案内看板の全面改装が行われた。

## BMTブロードウェイ線
BMTブロードウェイ線の34丁目-ヘラルド・スクエア駅（34ちょうめ-ヘラルド・スクエアえき、英語: 34th Street–Herald Square）は緩行線2線と急行線2線、島式ホーム2面を有した2面4線の地下駅である。駅はパストレイン33丁目駅の開業の8年後に開業し、6番街線34丁目駅より22年前に開業している。
各ホームにそれぞれ3つの階段と1機のエレベーターがあり、北側に主要な改札口が、南側には西32丁目への階段がある。また、駅北側のシーサスクロッシングは平日にN系統が使用している。北行のN系統は当駅にて急行線から緩行線に転線するため他の列車が緩行線に到着するまでしばしば足止めをさせられることもある。また、ダイヤによっては駅に到着した順に発車することができなくなるため先発する列車に乗ろうとする北行列車の利用者に混乱を招くこともある。このように同じ方面へ向かう同じ線路を走行する列車が別々のホームに到着し、到着した順に発車するとは限らない駅が他にもあり、フランクリン・アベニュー駅（南行2系統・5系統）、キャナル・ストリート駅（A系統・C系統・E系統）、59丁目-コロンバス・サークル駅（B系統・D系統）、クイーンズ・プラザ駅（E系統・M系統・R系統）、エセックス・ストリート駅（J/Z系統・M系統）などが該当し、ニューヨーク・タイムズはこれらの駅を「The Subway Shuffle（サブウェイ・シャッフル）」と呼んでいる。
1996年、アーティストのクリストファー・ジャニーがホーム上に『REACH New York、Urban Musical Instrument』という作品を作成した。これはホーム上から吊るされているセンサーが着いた緑色のラックで構成されており、このセンサーの前で手を振るとラックがそれに対応した音を出す。

## IND6番街線
IND6番街線の34丁目-ヘラルド・スクエア駅（34ちょうめ-ヘラルド・スクエアえき、英語: 34th Street–Herald Square）は緩行線2線と急行線2線、島式ホーム2面を有した2面4線の地下駅である。
改札階へのエレベーターはホーム北端にあり、マンハッタンモールへの連絡通路はホーム南端にある。ホームには多数の階段とエスカレーターがあり、主要な改札階へと続いている。また、当駅のホームは北行ホームと南行ホームで長さが違っており北行ホームの方が長くなっている。これは南行ホームのすぐ北側に分岐器が設置されているためである。また、南北急行線間の渡り線もあるため緊急時に当駅で列車の折り返しを行うことも可能である。
当駅は建設時に大きな問題を抱えており、それは当駅が開業する数十年前にパストレイン33丁目駅およびBMTブロードウェイ線34丁目駅が開業していたことで、両線の駅のホームや線路、電気配線や配管を避けるように深く掘り進める必要があった。
なお、クリスティー・ストリート連絡線が開通する以前は急行線は当駅より南におよそ140フィートほど進んだところで車止めにより終わっていたが、トンネル自体は車止めより260フィート先まで作られていた。

## 爆破計画
2004年8月28日、シャハワール・マタン・スィラージとジェームズ・エルシャフェイは2004年共和党全国大会の日にヘラルド・スクエア駅に爆弾を仕掛けて爆破する計画をしたとして逮捕された。エルシャフェイは嘆願書を提出し減刑されたが、スィラージはその他4件の計画があり有罪判決を受けた。この計画の中で最も深刻だった物は2006年に公共交通システムを爆破するという物であった。なお、スィラージは2007年に30年の懲役を言い渡されている。

## 駅周辺
- エンパイア・ステート・ビルディング - 34丁目出口より1ブロック東
- マンハッタンモール - 32丁目出口すぐ・地下階に連絡通路接続
- ヘラルド・スクエア - 34丁目出口すぐ
- メイシーズ・ヘラルド・スクエア - 34丁目北西出口すぐ
- ペンシルベニア駅・マディソン・スクエア・ガーデン - 32丁目出口より1ブロック西